# Vranov nad Dyjí
Vranov nad Dyjí (niem. Frain) – małe miasteczko (873 mieszk. w 2005) w południowo-wschodnich Czechach, na Morawach, w kraju południowomorawskim nad Dyją, w pobliżu granicy austriackiej, 16 km na zachód-północny zachód od Znojma, na północno-zachodnim skraju czeskiego Parku Narodowego „Podyje”.

## Zabytki

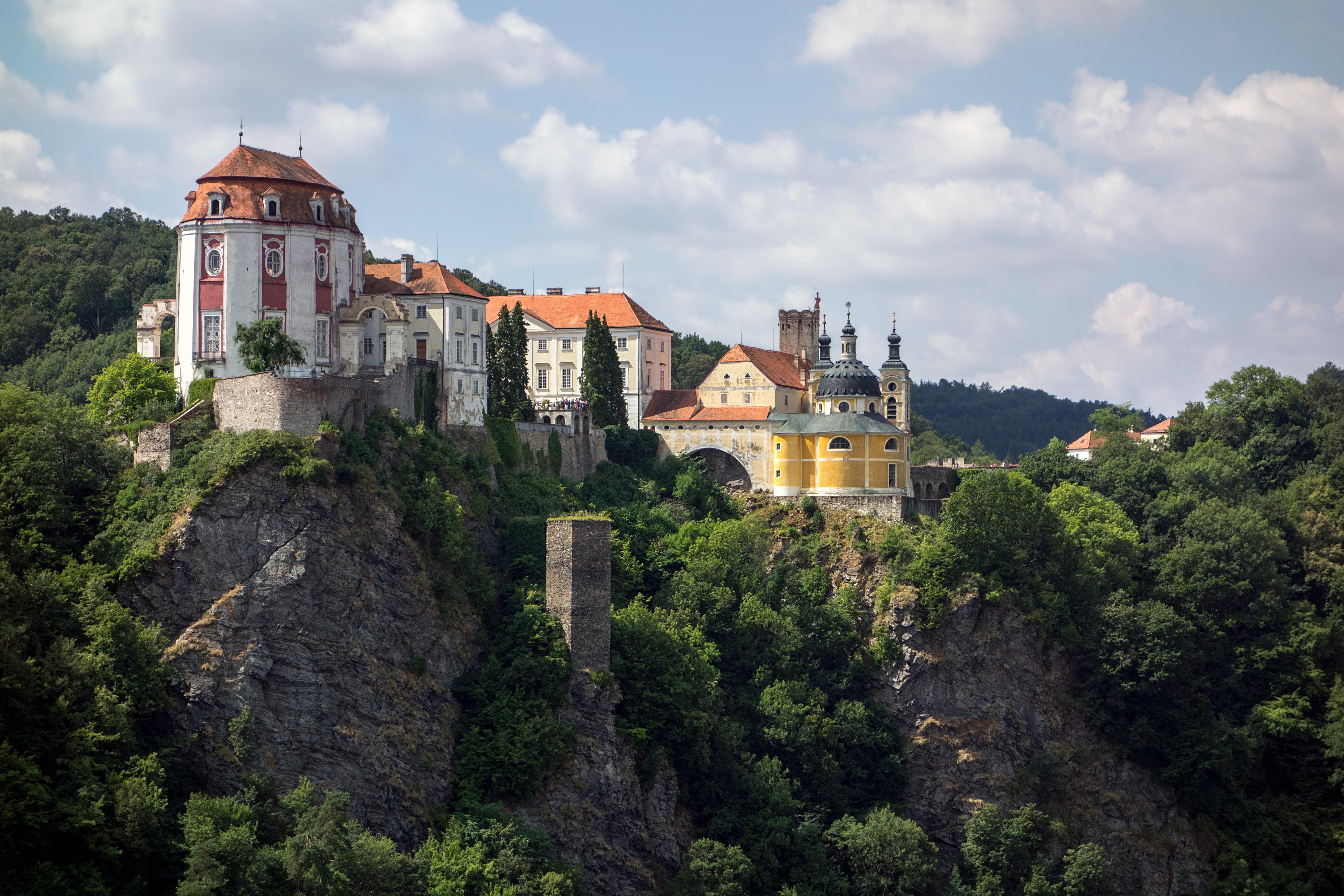
Zamek w Vranovie

- Zamek w  Vranovie wybudowany przed 1100, na wysokiej, 76-metrowej skale, jako ważny, obronny gród graniczny. Po pożarze w 1665 znacznie przebudowany przez J.B. Fischera z Erlach na okazałą monumentalną barokową siedzibę. Wewnątrz reprezentacyjna Sala Przodków (25 m × 15 m × 15 m) z rzeźbami męskich przodków M. Althanna oraz z cennymi freskami J.M. Rottmayra. Zamkowa kaplica Najświętszej Trójcy z końca XVII w. Wystawa vranowskiej kamionki oraz cenna biblioteka. Wokół zamku rozległy, stopniowo rekonstruowany park leśny z punktami widokowymi i romantycznymi altankami. W XIX w. nabywcą zamku został hrabia Stanisław Adam Mniszek z Bużenina herbu Poraj (1774-1846). Po śmierci hrabiego zamek należał do wdowy, Heleny, która mieszkając tam do śmierci w 1876 rozwijała Vranov rozległymi przebudowami parku leśnego, w którym zbudowała rodzinne pomniki, świątynie i kaplice[1]. Następnie aż do II wojny światowej właścicielami zamku wraz z rozległymi przyległościami stali się Stadniccy. Około 1889 kilkakrotnym gościem na zamkowych komnatach był polski laureat literackiej Nagrody Nobla Henryk Sienkiewicz.
- Młyn w Vranovie
- Dom mieszczański nr 45 w Vranovie
- Zapora wodna na rzece Dyja w pobliżu Vranova, tworząca Zbiornik Vranov. Zapora wybudowana w latach 1930–1933 była pierwszą zaporą betonową w ówczesnej Czechosłowacji. Ma wysokość 60 m i długość korony 292 m. Powstałe jezioro o długości 30 km sięga po zamek Bítov u doliny Želetavki. Pod względem powierzchni zbiornik wodny Vranov jest dziesiąty wśród największych w Czechach.

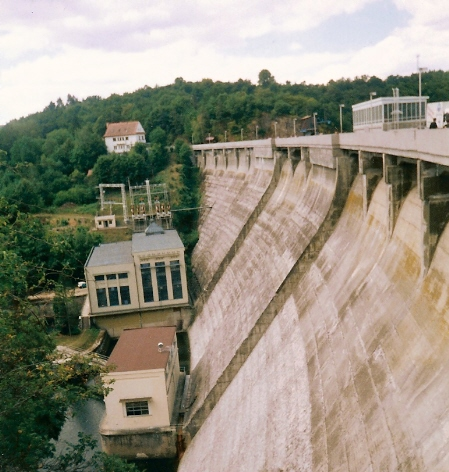
Zapora vranovska
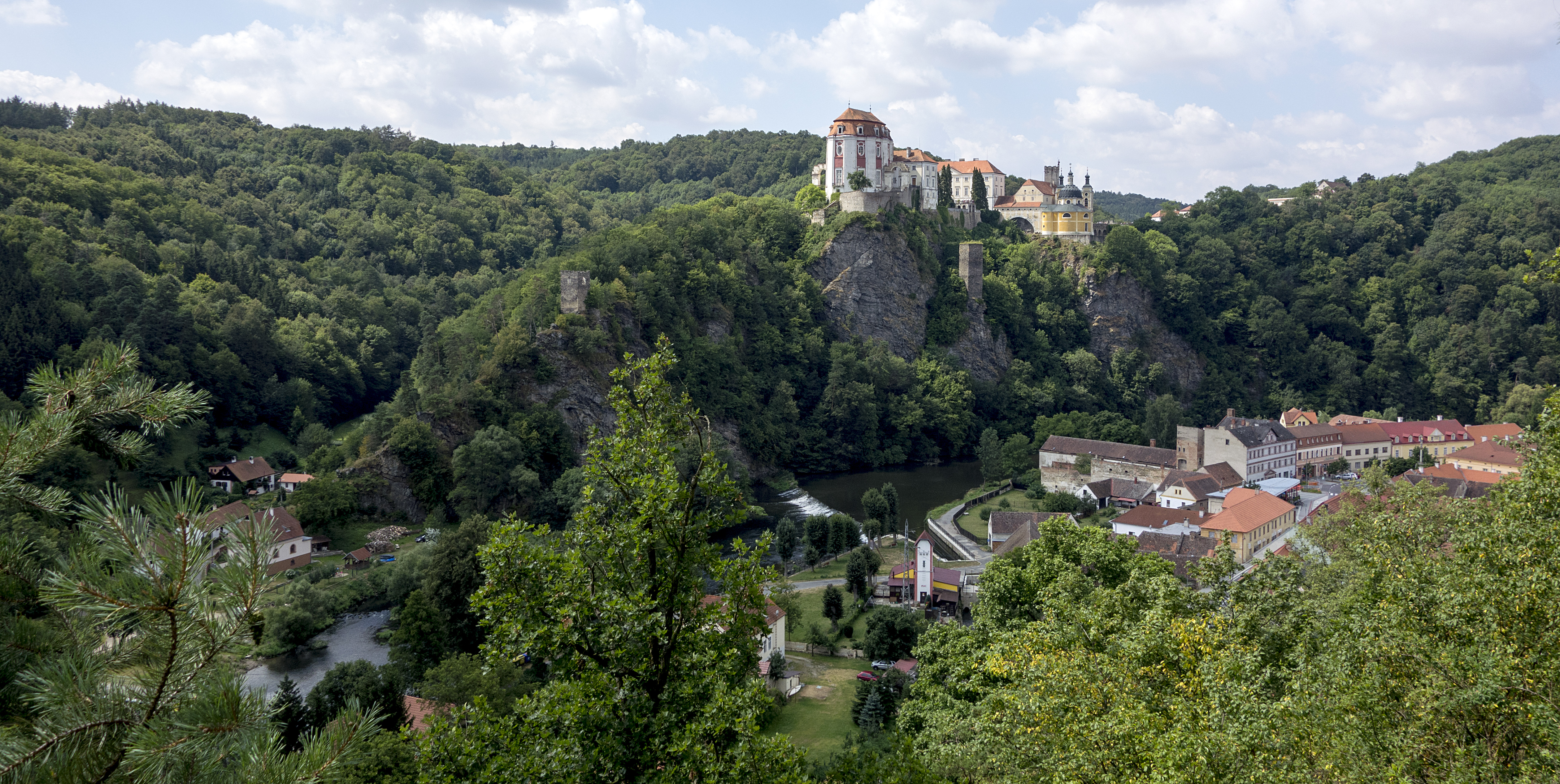
Vranov nad Dyjí